# Thecla vesper
Thecla vesper är en fjärilsart som beskrevs av Druce 1909. Thecla vesper ingår i släktet Thecla och familjen juvelvingar. Inga underarter finns listade i Catalogue of Life.